# ITF Launceston
Das ITF Launceston (offiziell: Launceston International) ist ein Tennisturnier des ITF Women’s Circuit, das in Launceston, Tasmanien, Australien ausgetragen wird.

## Siegerliste

### Einzel
| Jahr | Kategorie | Siegerin         | Finalgegnerin       | Ergebnis         |
| ---- | --------- | ---------------- | ------------------- | ---------------- |
| 2012 | $25.000   | Julija Putinzewa | Lesley Kerkhove     | 6:1, 6:3         |
| 2013 | $25.000   | Storm Sanders    | Shūko Aoyama        | 6:4, 6:4         |
| 2014 | $50.000   | Olivia Rogowska  | Irena Pavlovic      | 5:7, 6:4, 6:0    |
| 2015 | $50.000   | Darja Gawrilowa  | Tereza Mrdeža       | 6:1, 6:2         |
| 2016 | $75.000   | Han Xinyun       | Alla Kudrjawzewa    | 6:1, 6:1         |
| 2017 | $60.000   | Jamie Loeb       | Tamara Zidanšek     | 7:64, 6:3        |
| 2018 | $25.000   | Gabriella Taylor | Asia Muhammad       | 6:3, 6:4         |
| 2019 | W60       | Jelena Rybakina  | Irina Chromatschowa | 7:5, 3:3 Aufgabe |
| 2020 | W25       | Asia Muhammad    | Destanee Aiava      | 6:4, 6:3         |

### Doppel
| Jahr | Kategorie | Siegerinnen                      | Finalgegnerinnen                   | Ergebnis         |
| ---- | --------- | -------------------------------- | ---------------------------------- | ---------------- |
| 2012 | $25.000   | Shūko Aoyama Kotomi Takahata     | Hsieh Shu-ying Zheng Saisai        | 6:4, 6:4         |
| 2013 | $25.000   | Xenija Lykina Emily Webley-Smith | Allie Kiick Erin Routliffe         | 7:5, 6:3         |
| 2014 | $50.000   | Monique Adamczak Olivia Rogowska | Kamonwan Buayam Zuzana Zlochová    | 6:2, 6:4         |
| 2015 | $50.000   | Han Xinyun Junri Namigata        | Wang Yafan Yang Zhaoxuan           | 6:4, 3:6, [10:6] |
| 2016 | $75.000   | You Xiaodi Zhu Lin               | Nadija Kitschenok Mandy Minella    | 2:6, 7:5, [10:7] |
| 2017 | $60.000   | Monique Adamczak Nicole Melichar | Georgia Brescia Tamara Zidanšek    | 6:1, 6:2         |
| 2018 | $25.000   | Jessica Moore Ellen Perez        | Laura Robson Walerija Sawinych     | 7:65, 6:4        |
| 2019 | W60       | Chang Kai-chen Hsu Ching-wen     | Alexandra Bozovic Isabelle Wallace | 6:2, 6:4         |
| 2020 | W25       | Alison Bai Jaimee Fourlis        | Alicia Smith Abigail Tere-Apisah   | 7:64, 6:3        |

## Quelle
- ITF-Homepage